# Maare-Moselradweg

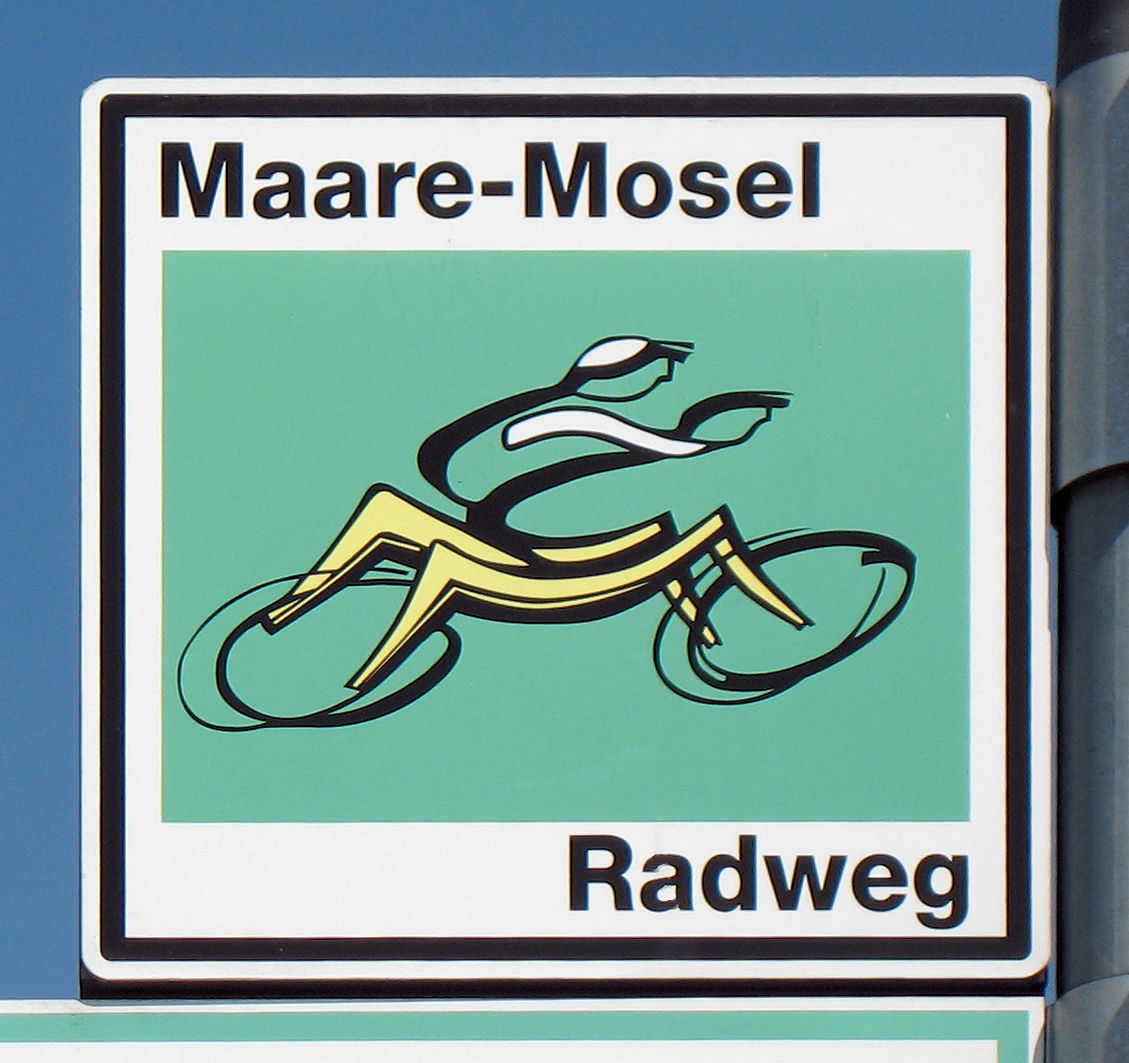
Bewegwijzering van de Maare-Moselradweg

De Maare-Moselradweg of Maar-Moezelfietsweg is een fietsroute in de Eifel in Duitsland. De fietsweg vertrekt in Daun en loopt via Wittlich en Lieser tot in Bernkastel-Kues aan de Moezel. De fietsweg is 58 km lang en loopt grotendeels over een oude spoorwegbedding en tussen Lieser en Bernkastel langs de Moezel.
Door het traject over de oude spoorlijn is de maximale stijgingsgraad 2,5% en wanneer men van Daun naar Bernkastel fietst, loopt de route grotendeels bergafwaarts. Bij Lieser en Bernkastel sluit de fietsroute aan op de Moselradweg, een fietsroute langs de Moezel tussen Metz en Koblenz.
Door middel van enkele spectaculaire bouwwerken wordt het heuvelachtige terrein tussen Daun en Wittlich bedwongen. De hele route is geasfalteerd en loopt langs de oude stations. Langsheen de route is tevens nog signalisatie bewaard gebleven. 

## Bouwwerken
- viaduct Daun: bouwjaar 1907-1908, lengte 103 m, hoogte 28 m
- tunnel "Großes Schlitzohr": lengte 560 m
- Pleinertunnel: lengte 585 m
- Pleinerviaduct: lengte 98 m, hoogte 31 m
- Unkensteintunnel: lengte 140 m
- Grünewaldtunnel: lengte 124 m

## Galerij

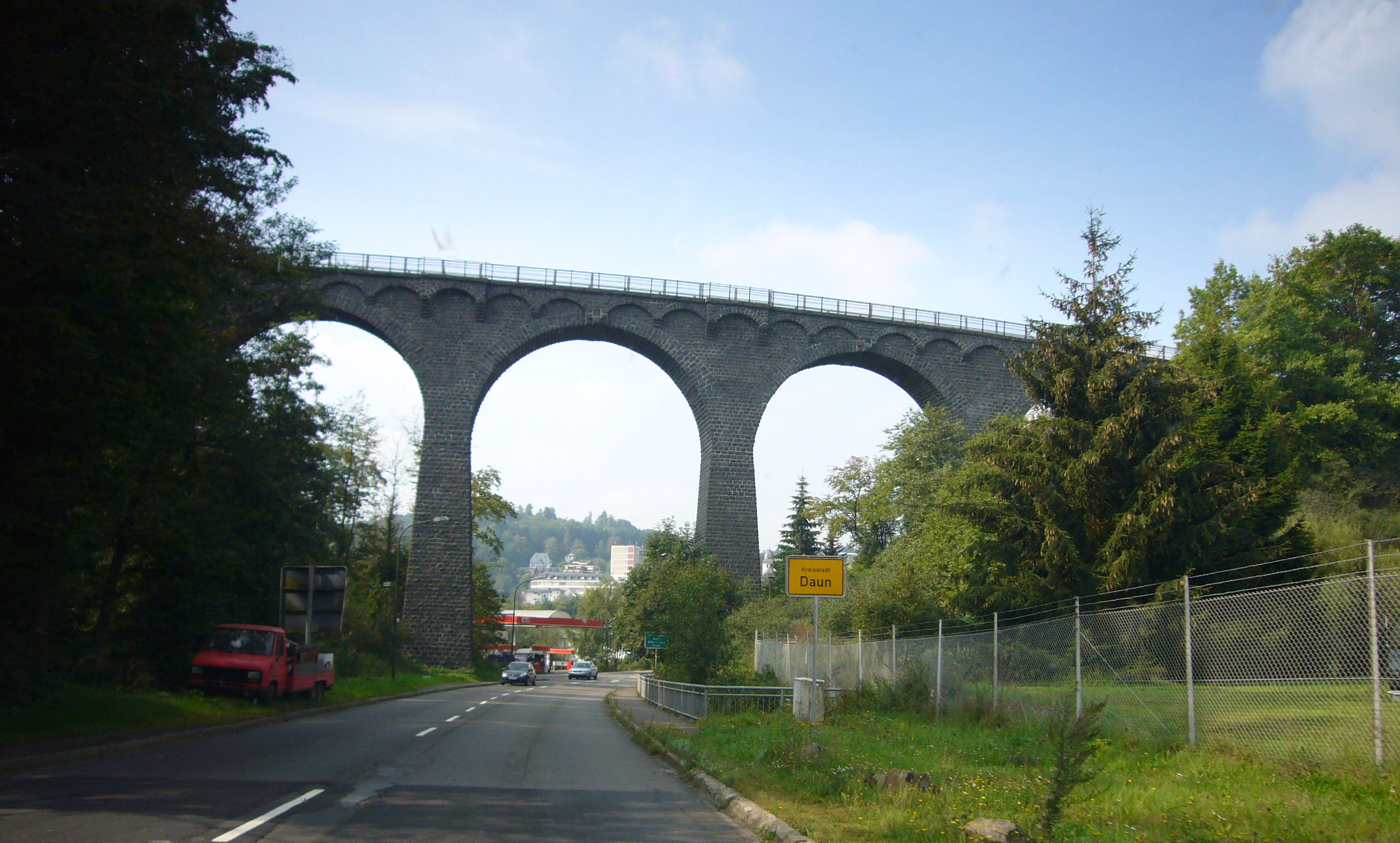
spoorwegviaduct in Daun
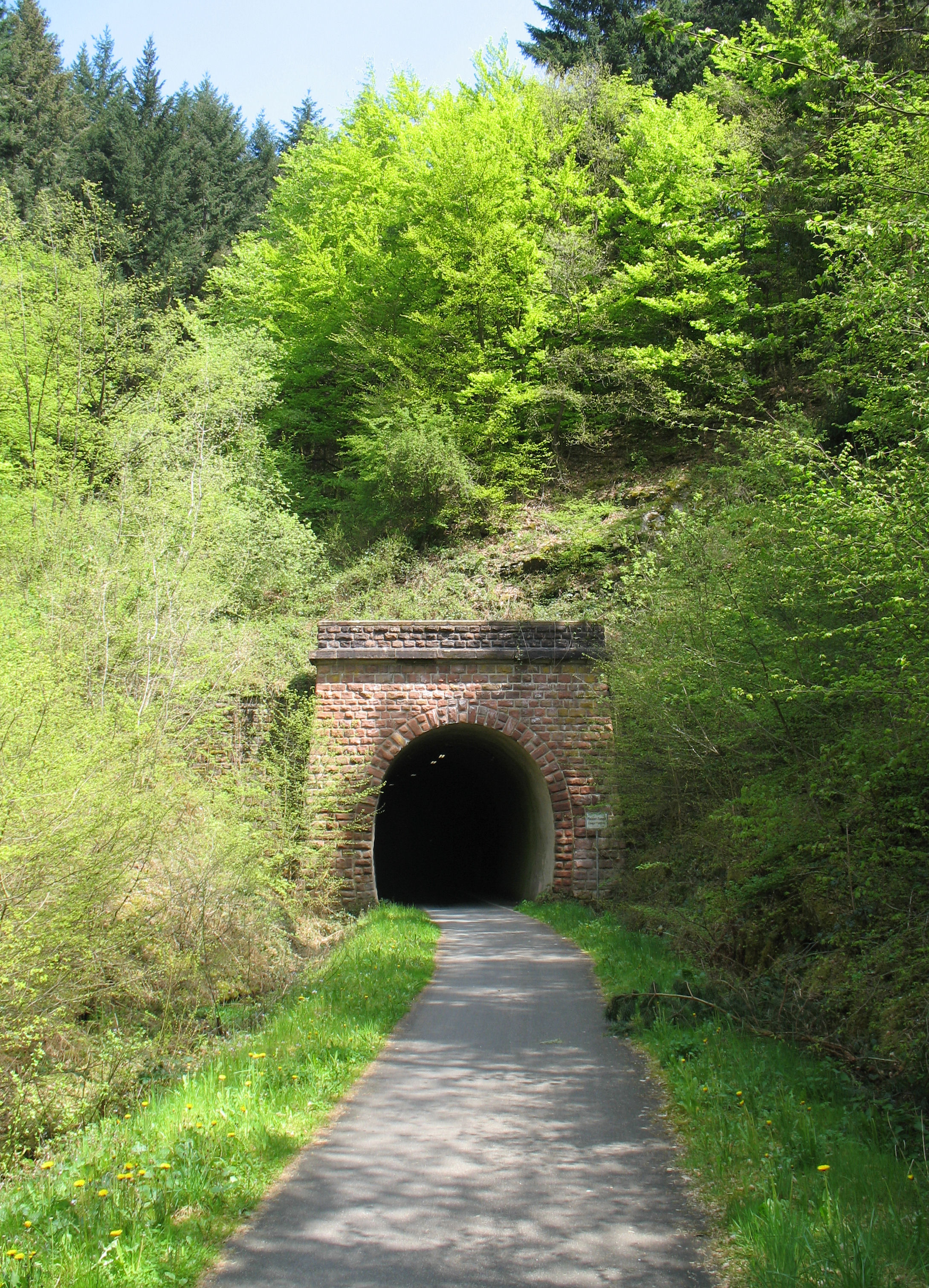
zuidelijke uitgang van de Pleinertunnel
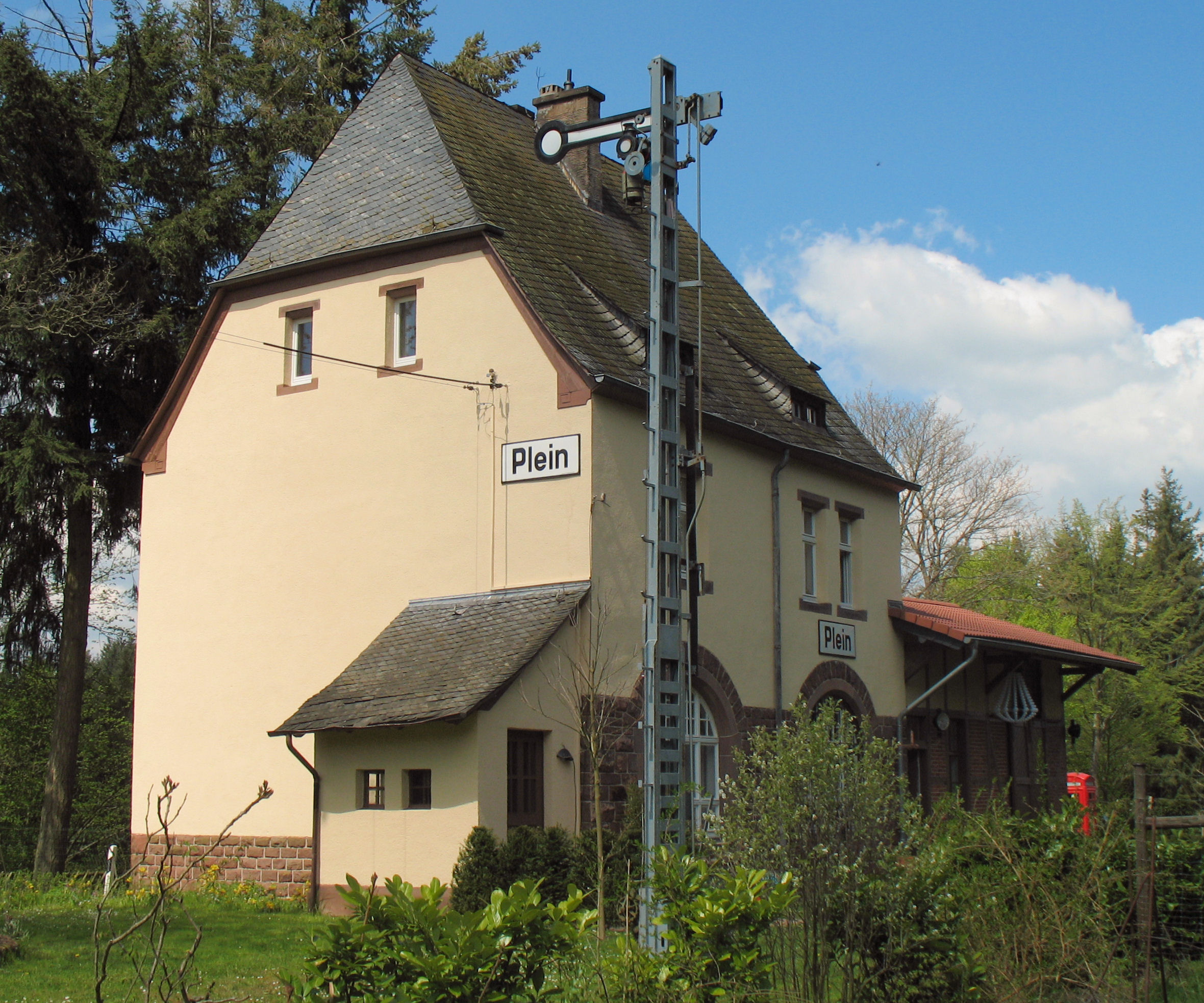
het voormalige station van Plein
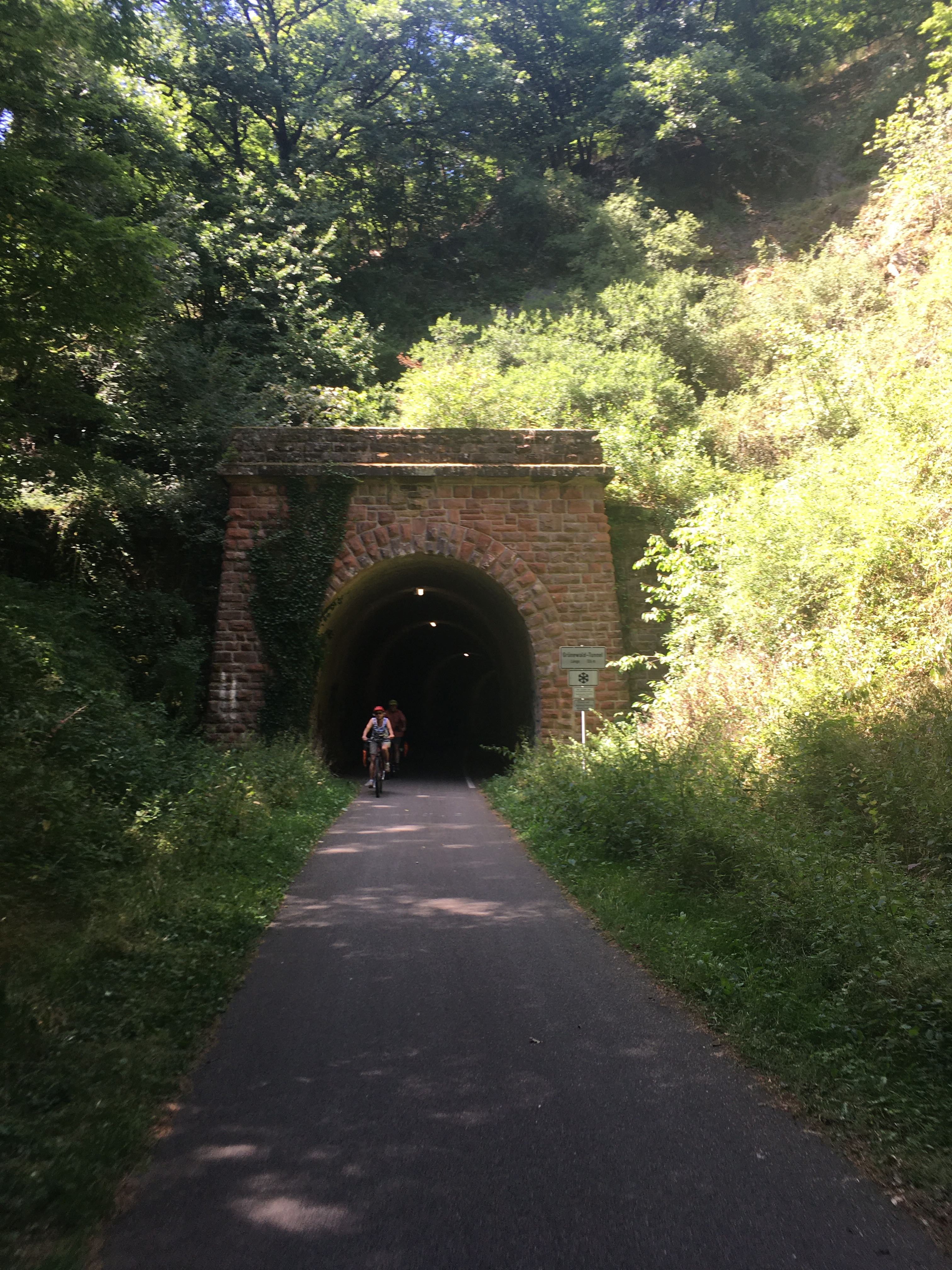
zuidelijke uitgang van de Grünewaldtunnel
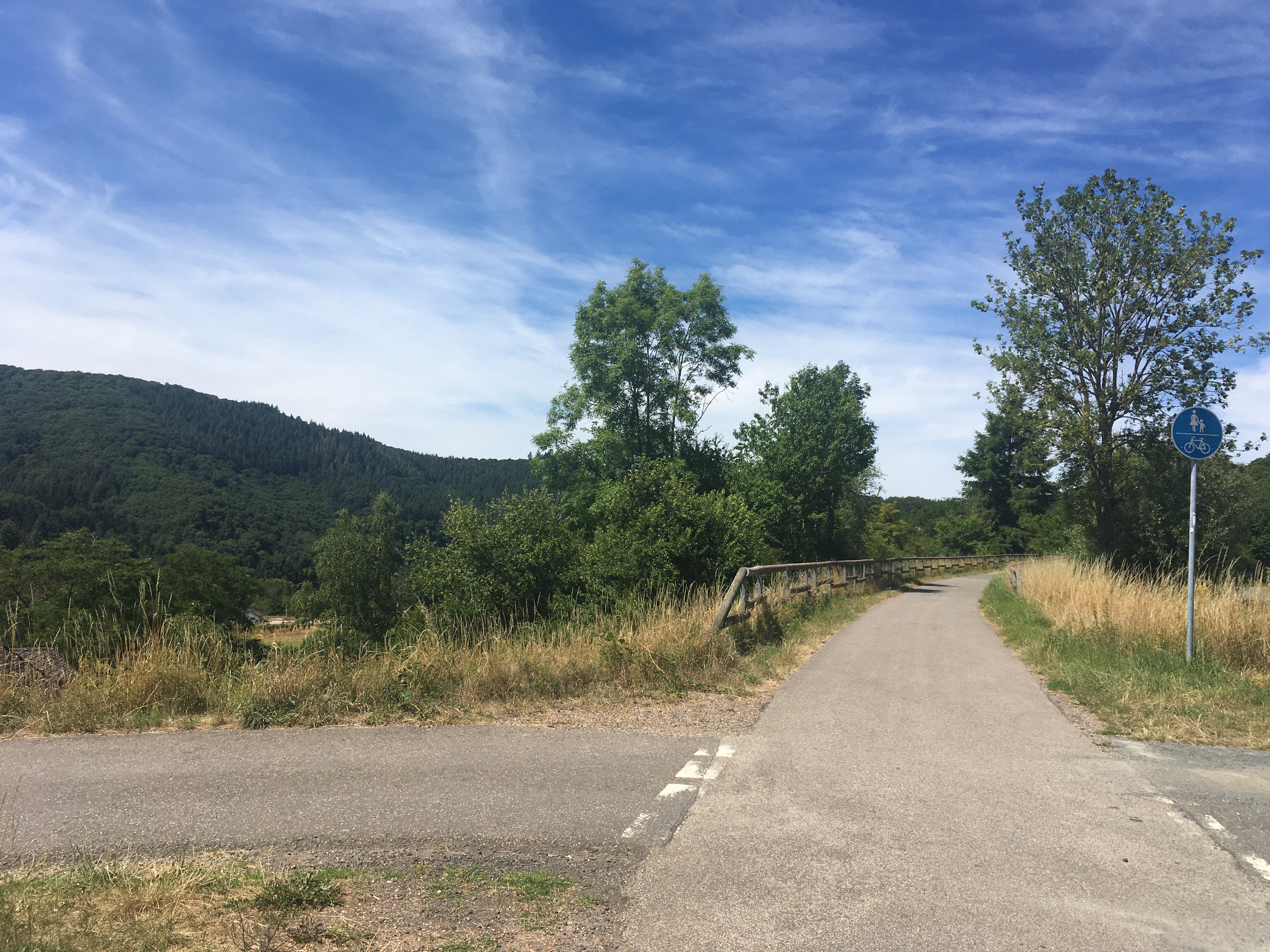
Ter hoogte van Wittlich